# Castell de Puigllorenç
El Castell de Puigllorenç fou un castell medieval prop del poble d'Unarre, en el terme municipal de la Guingueta d'Àneu, en territori de l'antic municipi d'Unarre. Documentat des del 1281, era un dels castells que figuren en una relació de fortificacions de la Vall d'Àneu d'aquell any.